# Vacanze col gangster
Pour plus de détails, voir Fiche technique et Distribution.
Vacanze col gangster est un film italien réalisé par Dino Risi, sorti en 1952.

## Synopsis
Un prisonnier de Monteforte réussit à introduire une note dans un cheval en papier mâché. Dans cette note, il prétend avoir été injustement emprisonné et lance un appel à ceux qui lisent le message pour le sortir de sa captivité. Le cheval, après une série d’événements, est trouvé en morceaux par cinq camarades de classe, Gianni, Andrea, Mario, Ugo et Nino, qui trouvent la note écrite par le prisonnier. Ils planifient ensuite une évasion et prévoient d’être tous promus pour partir en vacances à Monteforte.
Lorsque l’été arrive, les garçons envoient anonymement un gâteau avec un billet au prisonnier, le condamné n° 5823, mais celui-ci est en cellule avec le prisonnier n° 6211, un dangereux criminel, avec qui il partage le gâteau et qui, malheureusement, trouve également le billet.
Au même moment, les amis du prisonnier 6211 sont sur le point de mettre en œuvre un plan d’évasion pour libérer leur partenaire. La belle chanteuse Amelia fait partie de la compagnie criminelle. Lorsqu’ils rencontrent les garçons, Amelia leur fait croire que le prisonnier à vie est son frère, de sorte que les garçons précipitent le plan d’évasion, libérant le gangster Jack Menotti. Les garçons cachent le fugitif dans un bateau abandonné mais se rendent compte trop tard qu’ils ont été trompés. Heureusement, la police arrive et menotte le criminel. 
Quelque temps plus tard, le condamné n° 5823 est finalement libéré.

## Fiche technique
- Titre : Vacanze col gangster
- Réalisation : Dino Risi
- Scénario : Dino Risi et Ennio De Concini
- Photographie : Piero Portalupi
- Musique : Mario Nascimbene
- Production : Mario Cecchi Gori
- Pays de production : Italie
- Genre : comédie
- Date de sortie : 22 mars 1952

## Distribution
- Marc Lawrence : Jack Mariotti
- Giovanna Pala : Amelia
- Mario Girotti (Terence Hill) : Gianni
- Lamberto Maggiorani : le condamné innocent n° 5823
- Bianca Doria : ?